# Clapotis

La onda entrante (roja) reflejada en la pared produce la onda saliente (azul), y ambas se superponen dando lugar al clapotis (negro).

En hidrodinámica, un clapotis (del francés «lapping of water», «chapoteo del agua») es un patrón de ondas estacionarias que no rompen, causado, por ejemplo, por la reflexión de un tren de ondas superficiales que se desplazan desde una costa casi vertical, como un rompeolas, un dique o un acantilado escarpado. La onda clapótica resultante no se desplaza horizontalmente, sino que tiene un patrón fijo de nodos y antinodos.  Estas ondas favorecen la erosión en la base del muro y pueden causar graves daños a las estructuras costeras. El término fue acuñado en 1877 por el matemático y físico francés Joseph Valentin Boussinesq, que llamó a estas ondas «le clapotis», que significa «el chapoteo».

En el caso idealizado de «clapotis completa», en el que una onda entrante puramente monótona se refleja completamente normal a una pared vertical sólida, la altura de la onda estacionaria es el doble de la altura de las ondas entrantes a una distancia de media longitud de onda de la pared. En este caso, las órbitas circulares de las partículas de agua en la onda de aguas profundas se convierten en un movimiento puramente lineal, con velocidades verticales en los antinodos y velocidades horizontales en los nodos. Las ondas estacionarias se elevan y descienden alternativamente en un patrón de imagen especular, a medida que la energía cinética se convierte en energía potencial y viceversa. En su texto de 1907, Arquitectura Naval, Cecil Peabody describió este fenómeno:
En cualquier instante el perfil de la superficie del agua es como el de una onda trocoidal, pero el perfil en vez de parecer que corre hacia la derecha o hacia la izquierda, crecerá desde una superficie horizontal, alcanzará un desarrollo máximo, y luego se aplanará hasta que la superficie vuelva a ser horizontal; inmediatamente se formará otro perfil de onda con sus crestas donde antes estaban los huecos, crecerá y se aplanará, etc. Si se concentra la atención en una determinada cresta, se verá que crece hasta su máxima altura, se extingue y es sucedida en el mismo lugar por un hueco, y el intervalo de tiempo entre las sucesivas formaciones de crestas en un lugar dado será el mismo que el tiempo de una de las ondas componentes.

## Fenómenos relacionados
El verdadero clapotis es muy raro, porque es poco probable que la profundidad del agua o la precipitación de la orilla satisfagan completamente los requisitos idealizados. En el caso más realista de clapotis parcial, en el que parte de la energía de la ondaa entrante se disipa en la orilla, la onda incidente se refleja menos del 100%, y sólo se forma una onda estacionaria parcial en la que los movimientos de las partículas de agua son elípticos. Esto también puede ocurrir en el mar entre dos trenes de ondas diferentes de longitud de onda casi igual que se mueven en direcciones opuestas, pero con amplitudes desiguales. En la clapotis parcial, la envoltura de la onda contiene cierto movimiento vertical en los nodos.
Cuando un tren de ondas choca contra una pared en un ángulo oblicuo, el tren de ondas reflejado parte del ángulo suplementario provocando un patrón de interferencia de ondas cruzadas conocido como clapotis gaufré («clapotis barquillero»). En esta situación, las crestas individuales formadas en la intersección de las crestas del tren de olas incidente y reflejado se mueven en paralelo a la estructura. Este movimiento de las olas, combinado con los vórtices resultantes, puede erosionar el material del fondo marino y transportarlo a lo largo de la pared, socavando la estructura hasta que falle.
Las ondas clapóticas en la superficie del mar también irradian microbarras infrasónicas a la atmósfera, y las señales sísmicas llamadas microseísmos se acoplan a través del fondo oceánico hasta la Tierra sólida.
Clapotis ha sido llamado la perdición y el placer del kayak de mar.

## Lectura adicional
- Boussinesq, J. (1872). «Théorie des ondes liquides périodiques». Mémoires Présentés Par Divers Savants à l'Académie des Sciences 20: 509-616.
- Boussinesq, J. (1877). «Essai sur la théorie des eaux courantes». Mémoires Présentés Par Divers Savants à l'Académie des Sciences 23 (1): 1-660.
- Hires, G. (1960). «Étude du clapotis». La Houille Blanche 15 (2): 153-63.
- Leméhauté, B.; Collins, J. I. (1961). Clapotis and Wave Reflection: With an Application to Vertical Breakwater Design. Civil Engineering Dept., Queen's University at Kingston, Ontario.